# 柳家㐂三郎
柳家 㐂三郎（やなぎや きさぶろう、1979年6月14日 - ）は、落語協会に所属する落語家。出囃子は「牛若丸」。本名∶塚本 洋平。

## 経歴
2002年3月、大正大学人間学部仏教学科を卒業。
2005年12月、柳家さん喬に入門。池袋演芸場のエレベーターに一緒に乗りこんで密室で弟子入り志願したという。翌年6月21日、前座となる。前座名は「小ぞう」。
2009年6月21日に三遊亭歌扇、三遊亭粋歌、柳亭市江と共に二ツ目昇進、「小太郎」と改名する。
2021年3月下席、弁財亭和泉、柳亭燕三、九代目春風亭柳枝、三遊亭れん生と共に真打昇進、㐂三郎に改名。2022年3月、令和3年度国立演芸場「花形演芸大賞」銀賞を受賞。

## 芸歴
- 2005年12月 - 柳家さん喬に入門。
- 2006年6月 - 前座となる、前座名「小ぞう」
- 2009年6月 - 二ツ目昇進、「小太郎」と改名。
- 2021年3月 - 真打昇進、「㐂三郎」と改名。

## 受賞歴
- 2022年03月 - 令和3年度国立演芸場「花形演芸大賞」銀賞[4][5]
- 2023年12月 - 令和5年度花形演芸大賞 金賞[6]
- 2025年03月 - 令和6年度花形演芸大賞 大賞[7]

## 出演
- 二つ目物語（2022年、林家しん平監督、クロスロード） - 森本亭まめ吉 役

## 著書
- 柳家さん喬一門本 ～世にも奇妙なお弟子たち～　＊さん喬と弟子たち共著（秀和システム、2021年1月）ISBN 978-4798063287